# Dutch Schultz
Dutch Schultz (născut Arthur Simon Flegenheimer; n. 6 august 1901, New York City, New York, SUA – d. 24 octombrie 1935, Newark, New Jersey, SUA) a fost un gangster american. Acesta își desfășura activitățile în New York în anii 1920 și 1930, reușind să obțină o avere din contrabanda cu băuturi alcoolice⁠(d) și loterii ilegale⁠(d). După două procese de evaziune fiscală⁠(d) intentate de procurorul Thomas Dewey, operațiunile lui Schultz erau amenințate și de gangsterul Luckuy Luciano. În încercarea de a evita o condamnare, Schultz a cerut Comisiei să-i permită să îl asasineze pe Dewey, însă membrii săi au refuzat. Acesta a respins decizia și a început să orchestreze eliminarea procurorului. La auzul acestor vești, Comisia a ordonat eliminarea lui Schultz în 1935.

## Biografie
Arthur Simon Flegenheimer s-a născut pe 6 august 1901 în familia imigranților evrei germani⁠(d) Herman și Emma (Neu) Flegenheimer care s-au căsătorit în Manhattan pe 10 noiembrie 1900. Acesta a avut o soră mai mică, Helen, născută în 1904. Se speculează că Herman Flegenheimer și-a abandonat familia, iar Emma este listată ca divorțată în recensământul SUA din 1910. Cu toate acestea, în petiția sa din 1932 pentru cetățenia SUA, ea a scris că soțul ei a murit în 1910 – deși nu este clar dacă a murit înainte sau după recensământul SUA din 1910. Evenimentul l-a traumatizat pe tânărul Flegenheimer care și-a petrecut restul vieții negând faptul că tatăl său și-a abandonat familia. Flegenheimer a renunțat la școală în clasa a VIII-a, fiind nevoit să lucreze ca să întrețină familia. A lucrat ca distribuitor de alimente și tipograf pentru Compania Clark Loose Leaf, Caxton Press, American Express și Schultz Trucking în Bronx între 1916 și 1919.

### Activități criminale
Când Flegenheimer a început să lucreze într-un club de noapte din cartier, fura bani la jocurile cu zaruri, iar mai târziu la trecut la spart locuințe. A fost prins intrând într-un apartament și trimis în închisoarea de pe insula Blackwell, astăzi numită insula Roosevelt⁠(d). Fotografia realizată de poliție când era în vârstă de 18 ani a fost publicată în cartea din 2010 New York City Gangland. A avut un comportament atât de dificil încât a fost transferat la o fermă de muncă silnică din Westhampton⁠(d), Long Island. I-au fost adăugate încă două luni la sentință după ce a evadat și a fost recapturat.
Acesta a fost eliberat condiționat pe 8 decembrie 1920 și s-a întors la muncă în cadrul Schultz Trucking. Odată cu adoptarea legii Volstead⁠(d) și inițierea prohibiției, compania de transport a început să transporte lichior și bere în New York City din Canada. În acest context, s-a implicat în diverse activități criminale alături de alți gangsteri. Tot în această perioadă, Flegenheimer a devenit cunoscut sub numele de „Dutch” Schultz. În urma unor neînțelegeri, a părăsit Schultz Trucking și s-a asociat cu competitorii italieni.